# Arjen Lubach
Arjen Henrik Lubach (Groningen, 22 oktober 1979) is een Nederlandse schrijver, televisiepresentator en muziekproducent. Hij werd vooral bekend door zijn wekelijkse programma Zondag met Lubach bij de VPRO, dat van 2014 tot 2021 uitgezonden werd. Van februari 2022 tot oktober 2024 presenteerde hij de satirische nieuwsshow De Avondshow met Arjen Lubach, die gedurende een seizoen vier dagen per week werd uitgezonden. In november 2024 stapte hij over naar RTL waar hij sinds maart 2025 zijn programma LUBACH presenteert.

## Biografie
Lubach werd geboren in Groningen. Hij groeide op in Lutjegast, waar hij tot zijn vijftiende jaar bleef wonen. Zijn vader Dick Lubach is hoogleraar bouwrecht aan de Rijksuniversiteit Groningen. Zijn moeder was jurist. Zij kwamen beiden niet uit Groningen en verhuisden daarnaartoe. Hun drie zonen groeiden op buiten de dorpskern van Lutjegast. Omdat zijn familie in tegenstelling tot de dorpelingen geen Gronings sprak, voelde Lubach zich een buitenstaander. Hij beschrijft zijn jongere ik als "ingewikkeld" en "binnenkind". Zijn familie was gelovig: de kinderen gingen naar de basisschool School met de Bijbel; er werd dagelijks gebeden en uit de Bijbel gelezen waarin, volgens Lubach, voor ieder probleem wel een oplossing werd gevonden; iedere zondag ging de familie naar de kerk.
Lubach was elf jaar oud toen bij zijn moeder borstkanker werd vastgesteld. Drie dagen na zijn twaalfde verjaardag overleed ze. Het verlies van zijn moeder, met wie hij een goede band had, maakte op hem veel indruk. Het versnelde zijn twijfel aan het geloof. Na de basisschool ging hij eerst naar het Willem Lodewijk Gymnasium in Groningen en na de derde klas naar het Maartenscollege in Haren. Die keuze was mede ingegeven doordat zijn vader op zijn moeders sterfbed moest beloven dat de kinderen gelovig werden opgevoed. Zijn vader hertrouwde en het gezin verhuisde naar Haren.
Op het Maartenscollege ontmoette Lubach zijn eerste grote liefde, op wie hij later veel personages in zijn werk baseerde. Daarna studeerde Lubach Spaans aan de Rijksuniversiteit Groningen. Hij ging wonen in een klein huis in de stad, dat zijn vader had gekocht. Met het loslaten van het geloof besloot hij dat het leven zinloos is, wat hem tijdelijk in een 'existentiële crisis' bracht. Hij stopte met de studie, werd enkele maanden taxichauffeur in Groningen en een tijd havenmeester op Vlieland. Daarna studeerde hij filosofie. Gedurende het tweede jaar, waarin hij ook Zweeds studeerde, kwam hij Janine Abbring tegen. Ze hadden een relatie, die in 2001 werd beëindigd. Met haar reisde hij naar Denemarken, waar ze samen hun eerste muziekhit Jelle zouden schrijven.

## Muziek
In 2001 werd het nummer Jelle van Janine Abbring en Lubach onder het pseudoniem Slimme Schemer ft. Tido een nummer 2-hit in de Mega Top 50 en een nummer 3-hit in de Top-40. Dit nummer ontstond als grap rond het Noorderslagfestival, en is een parodie op Stan van de Amerikaanse rapper Eminem en de Britse zangeres Dido. Slimme Schemer is een verbastering van de bijnaam van Eminem, Slim Shady. De tekst is een verhaal over een fan, Jelle, die teleurgesteld De Kast-zanger Syb van der Ploeg toezingt en hem verwijt dat hij niet op zijn berichten reageert.
Lubach beweerde in zijn boek Stoorzender medeschrijver te zijn van een grote wereldwijde hit, maar daar geen credits voor te krijgen, omdat een goede vriend van hem het werk achter zijn rug verkocht zou hebben aan een grote artiest. Vermoedelijk gaat het om Firestone van Kygo. Dit wordt door Lubach zelf noch ontkend noch bevestigd.
In 2015 bracht Lubach onder het pseudoniem Hartebees in het geheim het nummer Justified (Sunrise funk) uit. Lubach werd door Domien Verschuuren ontmaskerd doordat hij op Deezer vermeld stond als producer. In juli 2016 werd bekend dat Lubach samen met Sacha Harland het danceduo The Galaxy vormde. Het Amsterdamse dj-duo bracht in 2015 de ep Bass Country Club uit op het label Barong Family, dat werd opgericht door Yellow Claw. Eind 2016 brachten ze hun tweede ep uit, Moon & The Stars. In 2019 stapte Lubach uit 'The Galaxy' omdat hij er geen tijd meer voor had.
Op 1 april 2018 bracht Lubach samen met vlogger Famke Louise de single Tweede Paasdag uit. De single werd voor het eerst ten gehore gebracht in zijn programma Zondag met Lubach.
Op 1 juni 2018 bracht Lubach een remix van het nummer A Boat Beneath A Sunny Sky van Djurre de Haan uit onder eigen naam.
Op 21 juni 2019 werd onder het alias Hartebees het nummer Summer Go uitgebracht.
Op 4 juli 2019 volgde bij het label Top Notch een nummer van zijn theatervoorstelling Arjen Lubach LIVE!, getiteld Beter in Bed. Hij deed dit onder het nieuwe pseudoniem Lu Bach.
Op 27 september 2019 bracht Lubach wederom een nummer van zijn theatervoorstelling Arjen Lubach LIVE! uit, getiteld WOKE, eveneens onder het pseudoniem Lu Bach.
Op 12 april 2020 bracht Lubach in samenwerking met Merel Baldé (Merol) het nummer met videoclip Ik **** je op afstand uit, dat voor het eerst ten gehore gebracht werd in Zondag met Lubach. De 'afstand' in het nummer verwijst naar de maatregelen in het kader van de coronacrisis.
Op 7 maart 2024 bracht Lubach in samenwerking met Jan Böhmermann het nummer Verder naar Rechts / Weiter nach Rechts uit. Het nummer fungeert als presentatie voor de vraag "is Nederland of Duitsland rechtser?" en probeert deze vraag te beantwoorden door hedendaagse rechtse bewegingen op de wereld voor te dragen. Het lied werd tijdens het vijfde seizoen van De Avondshow met Arjen Lubach gepresenteerd.
Op 23 december 2024 bracht hij het nummer Ledikant (dit is mijn Nederland) uit de voorstelling Strijder uit. Ditzelfde lied werd in maart 2025 genomineerd voor de Annie M.G. Schmidt-prijs, de prijs voor het beste theaterlied van het voorgaande jaar.
Samen met het Nederlandse folk- en softrockduo Tangarine maakte hij de introtune voor zijn nieuwe programma op RTL 4, LUBACH, dat op 24 maart 2025 startte. Op 7 april dat jaar werd het volledige nummer uitgebracht onder de naam TV-shows.

## Schrijver
Lubach werkte voor zijn debuutroman als freelance tekstschrijver voor radio en televisie (onder andere voor Vara Laat, Koppensnellers en De Wereld Draait Door).
In augustus 2006 verscheen Lubachs debuutroman Mensen die ik ken die mijn moeder hebben gekend en in april 2008 de roman Bastaardsuiker, beide bij uitgeverij Meulenhoff. Daarnaast schreef hij dat jaar een kort verhaal voor de verhalenbundel Fasten Your Seat Belt! op uitnodiging van Ramon Stoppelenburg. In maart 2011 verscheen de roman Magnus, uitgegeven door uitgeverij Podium, gevolgd door de thriller IV in 2013, die werd genomineerd voor de Gouden Strop. In 2021 werd bekend dat IV ook bewerkt gaat worden tot een vierdelige serie, geregisseerd door Bobby Boermans. Daarnaast schrijft hij voor de VPRO-radio, columns voor CJP magazine, opiniestukken voor nrc.next en scenario's voor film en theater.

## Theater

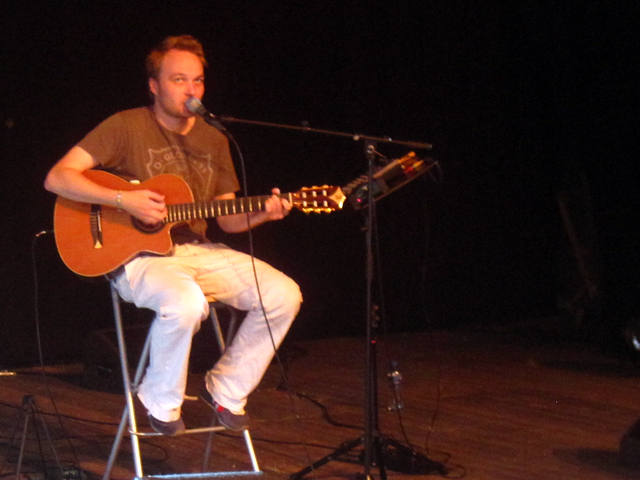
Optreden op Zwarte Cross met het Monica da Silva Trio, 2010

Van 2001 tot 2014 trad Lubach op met het theatergezelschap Op Sterk Water. Hij stond daarmee o.a. op Lowlands, Hard Gelach, Laughing Matters en in theaters in Nederland en België. Andere bekende (ex-)Op Sterk Water-spelers zijn Roel van Velzen, Klaas van der Eerden en Daniel Koopmans. In juni 2014 verliet hij Op Sterk Water om een talkshow te gaan presenteren. Steyn de Leeuwe is zijn vervanger in Op Sterk Water.
In de zomer van 2009 speelde Arjen samen met cabaretier Tim Kamps op het reizende festival De Parade met de voorstelling het Monica da Silva Trio. In theaterseizoen 2011 en 2012 speelden zij hun gelijknamige, avondvullende voorstelling in theaters door Nederland en België. Ook in 2011 en 2013 stond Lubach met het Monica da Silva Trio op de Parade.
In 2018 en 2019 toerde Lubach met zijn nieuwe show Arjen Lubach LIVE! door Nederland en België. In seizoen 2022-2023 staat hij opnieuw solo in het theater met een Comedy Tour.

## Radio
Lubach begon zijn radiocarrière bij OOG Radio, de lokale omroep van de stad Groningen. Als vrijwilliger presenteerde hij daar twee jaar lang een dagelijks programma.
In 2003 kreeg Lubach als Arjen L een nachtprogramma op 3FM, eerst voor de NPS en later voor de VARA en was hij te horen als sidekick van Claudia de Breij en Giel Beelen.
In 2007 verzorgde Lubach wekelijks voor de VPRO een bijdrage in het radioprogramma De Avonden op Radio 6.

## Internet en televisie

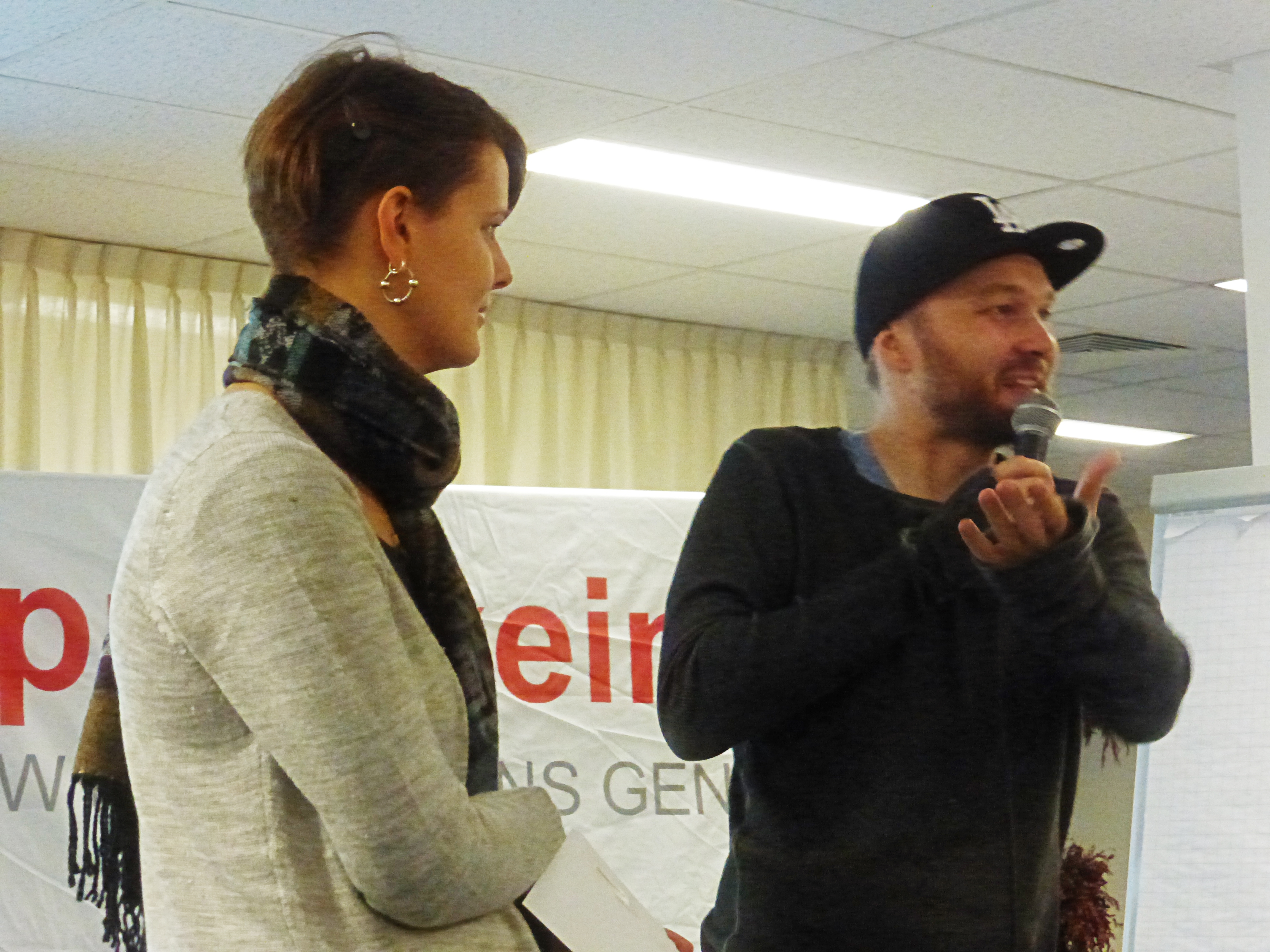
Lubach volgde in 2015 Joanna van der Hoek (links) op als Republikein van het Jaar om zijn satire over de monarchie

Sinds 2005 maakt Lubach – samen met Edo Schoonbeek en Pieter Jouke – de internetsite Buro Renkema, waarvan de items ook te zien waren bij Pauw & Witteman, Koppensnellers en De Wereld Draait Door. In juni 2007 dreigde ABN AMRO met juridische stappen, omdat er op internet een persiflage op het internetbankieren van ABN AMRO was verschenen. De bank trok zich terug, toen Buro Renkema weigerde de flashvideo offline te halen.
Begin 2007 was hij te zien in de jury van het programma Lama Gezocht.
Vanaf eind 2007 presenteerde hij van maandag tot en met donderdag - samen met Patrick Lodiers - De nieuwste show voor BNN. Vanaf september 2009 verzorgde Lubach samen met Edo Schoonbeek de Rapservice (onder de naam "MC T-Lex") voor het AVRO-programma Koefnoen. In dat programma vulde hij tevens een gastrol in, die van Nico Dijkshoorn. Arjen Lubach deed in 2010 mee in het tv-programma Wie is de Mol? waar hij in de zevende aflevering afviel. In juni 2010 richtte hij samen met vijf vrienden, onder wie vriendin Martine de Jong en broer Joost Lubach, de website Recensiekoning op, waarvoor hij regelmatig schreef. Vanaf 2011 verschenen vier jaar lang recensies van de Recensiekoning in de Volkskrant. Inmiddels is Recensiekoning gestopt.
Voor de NTR en IJswater Films schreef Lubach de scenario's voor De Goudfazant en Midzomernacht. De laatste ging in 2011 in premiere op het Nederlands Film Festival en draaide daarna nog op filmfestivals in Uruguay, Brive en Leeuwarden en werd op 2 december 2011 op Nederland 2 uitgezonden. In 2012 schreef Lubach voor Talent United Films het scenario voor de televisiefilm Honderden Brommers.
Op 31 augustus 2012 won hij in de finale van het tv-programma De Slimste Mens van Mark Huizinga en Jan Rot. In het najaar van 2021 nam hij deel aan de Belgische De Slimste Mens ter Wereld op Play 4. Hij speelde vijf afleveringen mee en won er drie, hij was uiteindelijk een van de drie finalisten.
Tijdens het 13e en 14e seizoen van Wie is de Mol? presenteerde Lubach het programma MolTalk, waarin hij vooruitblikte en terugkeek naar de aflevering van die dag. Dit programma was te bekijken via YouTube en later ook via de website van het televisieprogramma.
In 2013 had Lubach samen met Paulien Cornelisse een maandelijkse taalrubriek voor De Wereld Draait Door.
Op zondag 9 november 2014 werd de eerste uitzending van Zondag met Lubach uitgezonden, een satirische talkshow, waarin hij het nieuws van de afgelopen week onder de loep legde. Een hoogtepunt was de aflevering van 22 maart 2015 waarin hij de Nederlandse monarchie bespotte door zich uit te roepen tot "Farao der Nederlanden" en een burgerinitiatief lanceerde om dit te bevestigen. Later dat jaar werd Lubach door het Nieuw Republikeins Genootschap uitgeroepen tot Republikein van het Jaar 2015.
In april 2016 begon Lubach met het plaatsen van dagelijkse vlogs op zijn YouTube-kanaal. In juni 2016 maakte hij bekend te gaan stoppen met zijn dagelijkse vlogs omdat hij niet genoeg tijd zou over houden voor andere projecten in zijn leven. In mei 2016 deed hij, met Tex de Wit, mee aan het programma De wereld rond in 6 stappen, waarbij ze vanuit Namibië op zoek gingen naar Verne Troyer. In augustus 2016 was hij te gast in het programma Zomergasten.
In februari 2017 stelde hij in Zondag met Lubach Nederland voor aan de nieuwe president van de Verenigde Staten van Amerika Donald Trump 'America First- The Netherlands second', wat (inter-)nationaal zeer veel bekeken en geparodieerd werd. Ook zijn video over 'Geert Wilders concreet' voor de Tweede Kamerverkiezingen werd dat jaar veel bekeken.
In 2017 won hij met het programma Zondag met Lubach de Gouden Televizier-Ring.
Tijdens de coronacrisis in Nederland sloot Lubach zich in de uitzending van Zondag met Lubach van 5 april 2020 aan bij de uitgesproken positie van het Kabinet-Rutte III tegen de voorgestelde Eurobonds. Hij bekritiseerde de burgers van Zuid-Europese landen (in dit geval vooral Italië) wegens het kiezen voor 'anti-bezuinigingspolitici', tientallen jaren lang.
In augustus 2020 maakte Lubach bekend dat hij van plan was te stoppen met Zondag met Lubach; hij wilde stoppen op het hoogtepunt. Op 21 februari 2022 begon de dagelijkse opvolger De Avondshow met Arjen Lubach.
Op 30 mei 2024 werd bekend dat Lubach, na tien jaar, de VPRO zou gaan verlaten. Hiermee kwam ook automatisch een einde aan De Avondshow, die in het najaar van 2024 aan zijn laatste seizoen begon. De laatste aflevering was op donderdag 31 oktober 2024. Een dag later werd bekend dat Lubach per januari 2025 de overstap zou maken naar RTL. Daar is hij vanaf het voorjaar 2025 te zien met een dagelijks satirisch nieuwsprogramma, Lubach. Hij neemt ook zijn vaste crew mee naar de zender.

## Overtuigingen
Lubach is vegetariër. In de ZML-aflevering van 1 november 2015 zei Lubach nog vegetarisme overdreven te vinden en grapte met vegetariërs, maar pleitte er wel voor dat de bevolking als geheel minder vlees zou moeten eten, voornamelijk om milieuredenen. Demonstratief at hij een half plakje worst op en gooide de andere helft weg. Tijdens de ZML-aflevering van 17 september 2017 leverde Lubach felle kritiek op dierenleed in de bio-industrie, onder meer naar aanleiding van de fipronilcrisis, talrijke stalbranden en dierenmishandeling in boerderij De Knorhof en elders. Hij lanceerde daarom een Slechter Leven-keurmerk voor dieronvriendelijk vlees, terwijl hij zich over "echt vlees" liet ontvallen: "Ik koop die shit niet meer". Een maand later tweette Lubach als grap dat er op de Zondag met Lubach-menukaart vleeswaren stonden, terwijl hij zich afvroeg of de VPRO-kantine wist dat hij geen vlees at.
Lubach omschreef zichzelf als "een rasechte republikein" en sprak zich uit tegen de Nederlandse monarchie. Geloven in een God vindt hij iets opmerkelijks en hij stelt zich assertief op tegen uitwassen vanuit het geloof. Terugkijkend op zijn eigen periode als gelovige noemt Lubach het "de grootste brainwash ever. Pertinente onzin". Volgens hem had hij door het geloof een groot schuldgevoel over zondig leven. Hij noemt het "schandalig" dat hem het bidden is aangeleerd, maar neemt het zijn ouders niet kwalijk. Het loskomen van het geloof ervoer hij als "een enorme bevrijding" en rustgevend.
In januari 2016 werd Lubach door VVD-jongerenorganisatie JOVD uitgeroepen tot Liberaal van het Jaar 2015 wegens de rol van zijn programma als waakhond tegen de overheid en zijn strijd voor privacy en de legalisering van softdrugs.

### Bestseller 60
| Boeken met noteringen in de Nederlandse Bestseller 60 | Jaar van verschijnen | Datum van binnenkomst | Hoogste positie | Aantal weken | Opmerkingen   |
| ----------------------------------------------------- | -------------------- | --------------------- | --------------- | ------------ | ------------- |
| IV                                                    | 2013                 | 27-02-2013            | 31              | 4            |               |
| Stoorzender                                           | 2020                 | 26-08-2020            | 1(1wk)          | 19           | autobiografie |

## Discografie
| Single met eventuele hitnotering(en) in de Nederlandse Top 40 | Datum van verschijnen | Datum van binnenkomst | Hoogste positie | Aantal weken | Opmerkingen                                                               |
| ------------------------------------------------------------- | --------------------- | --------------------- | --------------- | ------------ | ------------------------------------------------------------------------- |
| Jelle                                                         | 2001                  | 10-02-2001            | 3               | 9            | als Slimme Schemer ft. Tido met Janine Abbring / Nr. 2 in de Mega Top 100 |
| Justified (Sunrise funk)                                      | 2015                  | -                     | -               | -            | als Hartebees                                                             |
| Tweede Paasdag                                                | 2018                  | -                     | -               | -            | met Famke Louise                                                          |
| A Boat Beneath A Sunny Sky                                    | 2018                  | -                     | -               | -            | remix van Djurre de Haan                                                  |
| Summer Go                                                     | 2019                  | -                     | -               | -            | als Hartebees                                                             |
| Beter in Bed                                                  | 2019                  | 13-07-2019            | tip13           | -            | als LU BACH uit theatershow Arjen Lubach LIVE!                            |
| Woke                                                          | 2019                  | 27-09-2019            | -               | -            | als LU BACH uit theatershow Arjen Lubach LIVE!                            |
| Canon                                                         | 2019                  | 28-12-2019            | tip19           | -            | als Zondag met Lubach / met Fresku                                        |
| Ik **** je op afstand                                         | 12-04-2020            | 18-04-2020            | tip20           | -            | als Zondag met Lubach / met Merol                                         |

| Single met hitnotering(en) in de Vlaamse Ultratop 50 | Datum van verschijnen | Datum van binnenkomst | Hoogste positie | Aantal weken | Opmerkingen                       |
| ---------------------------------------------------- | --------------------- | --------------------- | --------------- | ------------ | --------------------------------- |
| Ik **** je op afstand                                | 2020                  | 18-04-2020            | tip             | -            | als Zondag met Lubach / met Merol |

## Prijzen en nominaties
- 2001: genomineerd voor een Top of the Pops Award, categorie Best Newcomer, voor Jelle
- 2005: genomineerd voor een Marconi Award, categorie beste nieuwkomer, voor Arjen L op 3FM
- 2007: genomineerd voor een Dutch Bloggie, categorie beste weblog, politiek, & entertainment, voor Buro Renkema
- 2008: genomineerd voor een Dutch Bloggie, categorie politiek & entertainment, voor Buro Renkema
- 2008: genomineerd voor de Halewijnprijs, voor Bastaardsuiker
- 2012: longlist Gouden Boekenuil voor Magnus
- 2012: longlist Dioraphte Jongeren Literatuurprijs voor Magnus
- 2012: Publieksprijs Dioraphte Jongeren Literatuurprijs voor Magnus
- 2013: genomineerd voor de Gouden Strop, voor IV
- 2013: Crimezone Debuutprijs gewonnen voor IV
- 2015: Eervolle vermelding Nipkowjury voor Zondag met Lubach
- 2015: genomineerd voor de Televizier Aanstormend Talent Award
- 2015: Republikein van het Jaar 2015 van het Nieuw Republikeins Genootschap
- 2015: Liberaal van het Jaar 2015
- 2016: Zilveren Nipkowschijf voor Zondag met Lubach
- 2016: Vrijdenker van het Jaar[42]
- 2016: Skeptische Piramidependel van Stichting Skepsis[43]
- 2017: De Gouden Televizier-Ring 2017 met het programma Zondag met Lubach
- 2018: Vakjuryprijs House of Animals awards voor het Zondag met Lubach-item over de bio-industrie[44]
- 2020: Genomineerd voor de Annie M.G. Schmidtprijs 2019 voor het theaterlied Beter in Bed
- 2020: genomineerd voor NPO Radio 1 Beste Non-Fictie boek van het jaar voor Stoorzender
- 2022: Rookvrij Prijs
- 2022: Mediapersoon van het Jaar[45]
- 2024: Eredoctoraat van Open Universiteit[46]
- 2024: Lof der Zotheidspeld van Comité Erasmus Rotterdam
- 2025: Genomineerd voor de Annie M.G. Schmidtprijs 2024 voor het theaterlied Ledikant

## Persoonlijk
Lubach is een zoon van de hoogleraar bouwrecht Dick Lubach en een achterkleinzoon van burgemeester Obbe Norbruis van Schoonebeek en Zuilen. Hij woont samen met zijn vriendin en haar twee kinderen.